# ZyCoV-D
ZyCoV-D — кандидат на вакцину проти COVID-19, який створений на основі плазміди ДНК «Cadila Healthcare» за підтримки Ради з питань наукових досліджень у біотехнології.

## Клінічні дослідження

### І та ІІ фази
У лютому 2020 року компанія «Cadila Healthcare» вирішила розпочати створення власної вакцини проти COVID-19 на основі плазміди ДНК у своєму Центрі технологій вакцин в Ахмадабаді. Кандидат на вакцину успішно пройшов доклінічні випробування на моделях тварин. Звіт про дослідження був доступний через BioRxiv. Після успішних доклінічних досліджень національний регулятор ліків Індії надав дозвіл на проведення I та II фаз клінічного дослідження на людях.
Клінічні дослідження ІІ фази кандидата на вакцину проводились на понад 1000 добровольців як частина адаптивного мультицентричного I та II етапу з підвищенням дози, рандомізованим, подвійним сліпим плацебо-контрольованим методом.

### ІІІ фаза
У листопаді 2020 року компанія оголосила про проведення клінічного дослідження ІІІ фази кандидата на вакцину на 30 тисячах добровольців. ІІІ фазу клінічних досліджень вирішено провести із введенням трьох доз вакцини, дослідження мало пройти у 5 районах чотирьох міст Індії. У січні 2021 року генеральний регулятор ліків Індії дозволив проводити клінічні дослідження III фази на 26 тисячах учасників усередині країни.